# Tarhajärvi
Tarhajärvi eller Terhajärvi är en sjö i Finland. Den ligger i kommunen Fredrikshamn i landskapet Kymmenedalen, i den södra delen av landet, 150 km öster om huvudstaden Helsingfors. Tarhajärvi ligger 49 meter över havet. Arean är 25,1 hektar och strandlinjen är 2,42 kilometer lång. Sjön  ingår i Vehkajokis huvudavrinningsområde.   I omgivningarna runt Tarhajärvi växer i huvudsak barrskog.